# In My Life
In My Life – piosenka zespołu The Beatles, napisana przez Johna Lennona i Paula McCartneya, pomysłodawcą był John Lennon a Paul McCartney nadał jej ostateczny kształt. Znalazła się na albumie zespołu Rubber Soul w 1965 roku. W 2004 utwór został sklasyfikowany na 23. miejscu listy 500 utworów wszech czasów magazynu Rolling Stone.